# Advanced Lawnmower Simulator
Advanced Lawnmower Simulator è un videogioco di simulazione di falciatrice del 1988 uscito originariamente per ZX Spectrum. Il videogioco è stato sviluppato come pesce d'aprile dalla rivista di computer Your Sinclair, che ha pubblicato una finta recensione del gioco, lodandolo, e allegandolo in seguito su cassetta. Svariate lettere con domande sul gioco apparirono nei seguenti numeri del magazine, e fu svelato che era un pesce d'aprile nell'agosto del 1990. Il videogioco è diventato di culto, ha avuto conversioni non ufficiali per Amstrad CPC e Amiga e diversi remake, e ha ispirato altri giochi con titoli simili.

## Modalità di gioco
Il giocatore può scegliere tra sei tagliaerba, cinque dei quali non funzionanti, e perciò non possono essere usati. Appena preso il tagliaerba funzionante, il giocatore lo usa per tagliare il manto erboso. Si può utilizzare solo un tasto ("M"), e schiacciandolo si taglia un quadrato d'erba. Dopo che il prato è stato completamente tagliato, il giocatore viene premiato se il lavoro è stato completato sufficientemente bene. Tutti i prati sono identici.
Dopo che alcuni prati sono stati tagliati, il personaggio controllato dal giocatore viene ucciso automaticamente (secondo Your Sinclair, il tagliaerba colpisce una pietra ed esplode) e il gioco ricomincia da capo.

## Sviluppo e uscita
Advanced Lawnmower Simulator fu inizialmente concepito come un pesce d'aprile nel numero di aprile 1988 di Your Sinclair. La recensione sosteneva che il giocatore interpretasse nel gioco il ruolo di un giardiniere novizio (facente parte dello Youth Training Scheme inglese) con un tagliaerba, una piccola cassetta degli attrezzi e una tanica di benzina, e avrebbe potuto migliorare il proprio equipaggiamento, prendere nuovi utensili e più taniche di carburante. Sostiene inoltre che andando avanti nel gioco, i prati diventano più grandi e cominciano ad esserci trappole nascoste come pietre, appendiabiti e stagni per le anatre, e i livelli più avanti nel gioco sarebbero stati giardini di rose. Il gioco è stato presentato come sviluppato e pubblicato da Gardensoft, che viene introdotta nella recensione come "una casa editrice nuova di zecca che sembra destinata a ritagliarsi una nicchia nel mercato delle simulazioni", e l'articolo sosteneva che avrebbero pubblicato ulteriori giochi nei mesi successivi, tra cui un gioco delle pulizie di primavera, un simulatore di lavaggio (con un simulatore di asciugatura incluso) e un simulatore di lavanderia in cui i giocatori dovrebbero pulire borse di vari colori e materiali. È inoltre stato affermato dalla rivista che Advanced Lawnmower Simulator fosse un "ASSO!" e un "Numero uno garantito!", e sarebbe costato £14,95. Gli è stato inoltre dato un punteggio di nove su dieci, e il riconoscimento MEGAGAME della rivista. Una pubblicità, che descriveva il gioco come "La simulazione di lavori domestici più avanzata ad uscire su una console casalinga!", ha affermato una data di uscita del 1 aprile e che sarebbe stato disponibile per l'acquisto nei negozi di giardinaggio, è apparsa nello stesso numero.
Il gioco è stato sviluppato dall'autore di Your Sinclair Duncan Macdonald, ed è stato pubblicato su cassetta in allegato a un numero successivo della rivista. Il videogioco parodiava l'abitudine da parte di Codemasters di includere la parola "simulator" nei propri titoli.
Your Sinclair ha rivelato che la recensione e il gioco erano un pesce d'aprile nell'agosto 1990. Nello stesso numero, ha anche affermato che ci fossero tre sequel, mostrando anche degli screenshot: uno scritto da Rodney Sproston in cui "erba aliena ha invaso la Luna", Advanced Lawnmower Simulator III, in cui il giocatore ha un incubo e la sua unica via d'uscita è tagliare l'erba per rivelare un "buco dei sogni", e ALS Part Four - The Revenge Of Mow, in cui il giocatore deve guadagnare soldi dopo averli usati per comprare un nuovo tagliaerba. L'articolo finiva con le parole "assolutamente schifoso".

## Accoglienza
Nel 2008, Retro Gamer ha dichiarato scherzosamente che Advanced Lawnmower Simulator "è stato osannato come IL migliore gioco su Spectrum", e ha fatto osservazioni scherzose sulla modalità di gioco e sulla grafica, definendole rispettivamente come "eccezionale" ed "eccellente", riferendosi al gioco come "un'esperienza davvero speciale".
Advanced Lawnmower Simulator appare nella lista di IGN dei "Videogiochi che non crederesti qualcuno abbia creato" e nella lista di Geek.com dei "Videogiochi simulatori più strani di sempre". Vice ha definito lo scherzo come "uno degli incidenti più strani nell'editoria mainstream".